# 富尔图
富尔图（法語：Fourtou，法語發音：[fuʁtu] ⓘ）是法国奥德省的一个市镇，位于该省南部，属于利穆区。

## 地理
富尔图（42°54'28"N, 2°25'47"E）面积20.46 平方千米，位于法国奧克西塔尼大區奥德省，该省份为法国南部沿海省份，北起塔恩省，西北接上加龙省，西接阿列日省，南至东比利牛斯省，东临地中海，东北与埃罗省接壤。
与富尔图接壤的市镇（或旧市镇、城区）包括：阿尔比耶尔、阿尔克、欧里亚克、拉格利河畔康普、锡诺布勒河畔屈比耶尔、苏格赖涅、苏拉切。

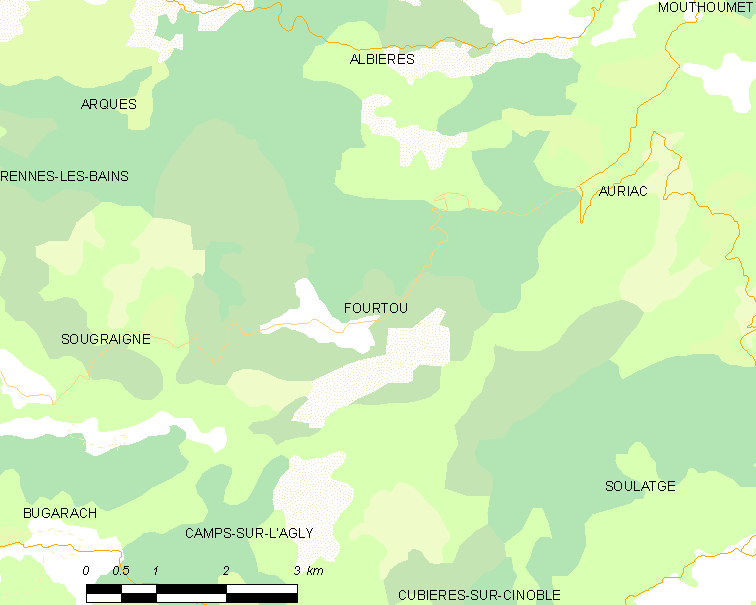
富尔图的OSM定位图

富尔图的时区为UTC+01:00、UTC+02:00（夏令时）。

## 行政
富尔图的邮政编码为11190，INSEE市镇编码为11155。

## 政治
富尔图所属的省级选区为上奥德河谷县。

## 人口

1962-2008年间富尔图人口变化图示

富尔图于2022年1月1日时的人口数量为78人。